# Мортен Скагет
Мортен Скагет (на норвежки: Morten Skaget, роден на 12 август 1960 г. в Тронхайм, Норвегия), най-известен с предишното си сценично име Морти Блек, е басист, свирил с международни групи като JORN, Кен Хенсли и Лайв Файър, Терье Рипдал и TNT. Той също така е свирил за много известни норвежки изпълнители и също е бил басист на Марая Кери. Свири на барабани и веднъж на райд чинели в песента на TNT Seven Seas. Извън музиката той е баща на четири деца. Неговият доведен син Ståle Stiil е първият рапър, който пее текстове на норвежки в албума си Yo! през 1992 г.

## Дискография

### С TNT
- Knights of the New Thunder (1984)
- Tell No Tales (1987)
- Intuition (1989)
- Realized Fantasies (1992)
- Three Nights in Tokyo (Live) (1992)
- Firefly (1997)
- Transistor (1999)
- Give me a Sign (EP) (2003)
- My Religion (2004)

### С Vagabond
- Vagabond (1994)
- A Huge Fan of Life (1995)

### С JORN
- The Duke (2006)
- The Gathering (2007)
- Unlocking the Past (2007)

### С Тони Майлс
- Vital Designs (2008)

### Със Stargazer
- Stargazer (2009)

### С Northward
- Northward (2018)